# Christian Jürgens (Koch)
Christian Jürgens (* 6. November 1968 in Unna) ist ein deutscher Koch. Er veröffentlicht auch Kochbücher und tritt in Kochsendungen auf.

## Biographie
Christian Jürgens wurde 1968 in Unna als Sohn eines Metzgers geboren. Im Alter von 16 Jahren begann er in Bad Homburg vor der Höhe eine Kochlehre. Sein Weg führte 1988 zum Feinkost Käfer, 1990 zum Restaurant Tantris bei Heinz Winkler (drei Sterne), 1991 zur Residenz Heinz Winkler in Aschau (drei Sterne) und 1992 zu Jörg Müller und 1993 zu Eckart Witzigmann (drei Sterne).
1997 wurde er Küchenchef im Restaurant Am Marstall an der Münchener Maximilianstraße. Bereits im ersten Jahr seiner Tätigkeit wurde das Restaurant mit einem Michelin-Stern ausgezeichnet. 2001 wurde Jürgens Küchenchef im Restaurant Kastell auf der Burg Wernberg in Wernberg-Köblitz. Das Kastell wurde 2002 vom Guide Michelin mit zwei Sternen ausgezeichnet.
Im Juli 2008 begann Jürgens als Küchenchef im Althoff-Hotel Seehotel Überfahrt in Rottach-Egern am Tegernsee. Ab November 2013 wurde das Restaurant Überfahrt mit drei Sternen im Guide Michelin bewertet, zudem wurde es in der Ausgabe 2016 des Restaurantführers Gault Millau als eines von deutschlandweit fünf Restaurants mit der Bestnote von 19,5 Punkten bewertet, die es bis zu Herabstufung auf 19 Punkte im Jahr 2021 halten konnte.
Im Mai 2023 veröffentlichte das Nachrichtenmagazin Der Spiegel einen Bericht, nach dem zwei Dutzend früherer Angestellter von Jürgens aus den Bereichen Küche und Service ihm Machtmissbrauch, Schikane und sexuelle Belästigung vorwarfen. Ende Mai wurde bekanntgegeben, dass sich die Wege von Jürgens und dem Seehotel Überfahrt trennen. Jürgens wies die Vorwürfe strafrechtlich relevanten Verhaltens zurück, und ein diesbezüglich gegen ihn eingeleitetes Ermittlungsverfahren wurde mangels hinreichenden Tatverdachts eingestellt.
Hinsichtlich der Vorwürfe des Machtmissbrauchs und der Schikane bat Jürgens in einem Interview gegenüber der Allgemeinen Hotel- und Gastronomie-Zeitung alle Mitarbeiter, die unter seiner damaligen Art gelitten haben, um Verzeihung. Er habe erkannt, dass seine „Art, mit Druck umzugehen und diesen auf die Belegschaft zu übertragen, grundfalsch war“. 2024 arbeitete Jürgens unter anderem als Berater für ein Gastronomieunternehmen und war für das VIP-Catering der Show Adele in Munich verantwortlich.

## Privates
Jürgens ist zum zweiten Mal verheiratet. Er hat einen Sohn aus der ersten und zwei Kinder aus zweiter Ehe.

## Auszeichnungen und Bewertungen in Gastronomieführern
- 1998: Erster Michelin-Stern für das Restaurant Am Marstall
- 2000: Das Magazin Der Feinschmecker kürt das Restaurant Am Marstall in München zum Restaurant des Jahres
- 2001: Erster Michelin-Stern für das Restaurant  Kastell auf der Burg Wernberg
- 2002: Zweiter Michelin-Stern für das Restaurant Kastell auf der Burg Wernberg
- 2008: Der Feinschmecker ernennt Jürgens zum Koch des Jahres.[10]
- 2009: 9 Pfannen im Gusto-Führer
- 2010: Der Feinschmecker kürt das Gourmetrestaurant Überfahrt zum Restaurant des Jahres[11]
- 2012: Fünf Kochlöffel vom Schlemmer Atlas[12]
- 2012: 10 Pfannen im Gusto-Führer
- 2012: Koch des Jahres (Diners-Club-Magazin)
- 2013: Koch des Jahres (Gault-Millau)[13]
- 2013: Dritter Michelin-Stern für das Restaurant Überfahrt[14]
- 2016: Vier Kochmützen und 19,5 Punkte im Gault Millau

## Veröffentlichungen
- 2002 schrieb Jürgens gemeinsam mit dem Immunologen Peter Schleicher für die Münchner Zeitung tz monatliche Beiträge über Die Küche als Apotheke.
- Christian Jürgens, Peter Schleicher: Gesund & lecker. Wenn Arzt und Koch gemeinsame Sache machen. Das Neue Berlin, Berlin 2004, ISBN 978-3360012371.
- Christian Jürgens: Menüs für alle Sinne: Begeistern Sie Ihre Gäste mit den Rezeptideen des Sternekochs. Südwest Verlag, München 2009, ISBN 978-3517085579.
- Christian Jürgens: Phantasie & Perfektion. Food Promotion, München 2005, ISBN 978-3930614073. (Erhielt die Goldmedaille der Gastronomischen Akademie Deutschland.)
- Christian Jürgens: Das Kochbuch. Collection Rolf Heyne, München 2012, gebunden, ISBN 978-3899104837.

## Filme
- Geheimnisse der Bayerischen Küche. Kochsendung, Deutschland, 2010, 30 Min., Sprecher: Philipp Moog, Bayerischer Rundfunk, Reihe in fünf Folgen, Erstsendungen: 13. – 19. September 2010 bei Bayern 3.[15] Jürgens besucht Produzenten von hochwertigen regionalen Produkten aus Franken, Chiemgau, Allgäu, dem Werdenfelser Land und der Fränkischen Schweiz und verkocht diese.
- 2006 war er Protagonist der vierteiligen Reihe Genuss und Gesundheit in der Abendschau des Bayerischen Fernsehens.
- Seit Oktober 2006 steht Jürgens im Bayerischen Fernsehen für die Sendung Wir in Bayern am Herd.
- 2014 war er Gastjuror in der Sat.1-Kochsendung The Taste.
- 2015 war er Juror in der Vox-Kochsendung Game of Chefs.